# 日本中央学園大垣調理師専門学校
日本中央学園大垣調理師専門学校（にほんちゅうおうがくえんおおがきちょうりしせんもんがっこう）とは、かつて岐阜県大垣市に存在した私立の専修学校である。運営主体は、学校法人日本中央学園。
1995年（平成7年）、学校法人日本中央学園の再編により閉校。

## 所在地
- 岐阜県大垣市中野町４－４６
  - 最寄バス停（当時）は名阪近鉄バス「中野口」バス停。
  - 現在は日本総合ビジネス専門学校がある。

## その他
- 日本中央学園大垣調理師専門学校の卒業生の卒業証明書などは、学校法人日本中央学園の、日本総合ビジネス専門学校が窓口になっている。